# Stoic Studio
Stoic est une société de développement de jeux vidéo située à Austin, au Texas. Fondé par trois anciens employés de BioWare en décembre 2011, Stoic est surtout connu pour avoir développé le jeu vidéo de rôle tactique The Banner Saga (2014) et ses suites, The Banner Saga 2 (2016) et The Banner Saga 3 (2018).

## Histoire
Stoic a été fondée par Arnie Jorgensen, John Watson et Alex Thomas fin 2011. Ils ont quitté BioWare en 2011 après avoir terminé la production de Star Wars : The Old Republic et voulaient réaliser leur "jeu de rêve", qui deviendrait alors The Banner Saga. En utilisant la plateforme de financement participatif Kickstarter, Stoic a financé avec succès le jeu en 2 jours, bien que l'équipe ait initialement souhaité financer le jeu en utilisant ses propres économies personnelles. Les fonds collectés ont largement dépassé leurs attentes, l'équipe a donc élargi la portée du jeu pour inclure plus de fonctionnalités. L'équipe s'est associée à Versus Evil, qui a servi d'éditeur du jeu, fournissant des services tels que l'assurance qualité. La partie multijoueur du jeu a été lancée en douceur par Stoic en février 2013 via Steam en tant que jeu autonome sous le nom de The Banner Saga: Factions, tandis que le jeu complet est sorti en janvier 2014. Le jeu a été un succès critique et commercial, ainsi l'équipe a pu financer elle-même le développement de The Banner Saga 2.
Avec un développement d'une durée de deux ans, The Banner Saga 2, comme son prédécesseur, a également reçu des critiques généralement positives lors de sa sortie en avril 2016. Lorsque Watson a réfléchi au développement du jeu, il a noté que l'équipe commençait à céder sous la pression alors que l'équipe manquait lentement d'argent. Les performances commerciales du jeu ont déçu Stoic, le titre ne vendant qu'un tiers de ses prédécesseurs. Watson a attribué l'échec du jeu à l'équipe, négligeant la communauté de la franchise, tandis que le directeur général de Versus Evil, Steve Escalante, pensait que les performances décevantes du jeu étaient principalement dues à une concurrence accrue d'autres titres,. L'équipe est revenue sur Kickstarter pour The Banner Saga 3. Alors que Stoic a financé la majeure partie du développement du jeu, les fonds collectés via Kickstarter ont été dépensés pour louer un studio d'animation, un studio de son et un studio d'enregistrement en Islande pour aider au développement du titre. L'objectif de financement de 200 000 $ a été atteint en une semaine. Le jeu, la troisième et dernière entrée de la trilogie, est sorti le 26 juillet 2018. 505 Games a sorti un pack de vente au détail contenant les trois jeux le même jour.

## Jeux
| Année | Nom                       | Éditeur           | Plateforme                                                                       |
| ----- | ------------------------- | ----------------- | -------------------------------------------------------------------------------- |
| 2013  | The Banner Saga: Factions | Versus Evil       | Microsoft Windows                                                                |
| 2014  | The Banner Saga           | Versus Evil       | Android, IOS, Microsoft Windows, MacOS, PlayStation 4, Xbox One, Nintendo Switch |
| 2016  | The Banner Saga 2         | Versus Evil       | Android, IOS, Microsoft Windows, MacOS, PlayStation 4, Xbox One, Nintendo Switch |
| 2018  | The Banner Saga 3         | Versus Evil       | Microsoft Windows, MacOS, PlayStation 4, Xbox One, Nintendo Switch               |
| 2024  | Towerborne                | Xbox Game Studios | Microsoft Windows, Xbox Series                                                   |